# Гландорф (Німеччина)
Гландорф (нім. Glandorf) — громада в Німеччині, розташована в землі Нижня Саксонія. Входить до складу району Оснабрюк.
Площа — 59,88 км2. Населення становить 6619 ос. (станом на 31 грудня 2021).